# Hec Edmundson Aréna
A Hec Edmundson Aréna (hivatalos nevén Alaska Airlines Arena at Hec Edmundson Pavilion) a Washington Huskies sportlétesítménye a Washington állambeli Seattle-ben.
Az 1927-ben megnyílt stadion 1948-ban felvette Clarence Sinclair „Hec” Edmundson baseballedző nevét.

## Története
Az 1927. december 27-én megnyílt létesítmény kivitelezése 600 ezer dollárba került. Korábban a padlózat és a lelátók is mozgathatóak voltak. A létesítmény eredetileg nem rendelkezett szilárd burkolattal; a pályát az amerikaifutball-csapat használta rossz idő esetén. Később a kosárlabdapálya faburkolatot kapott.
A mennyezetbe épített felülvilágítók egyike az 1938-as kosárlabda-bajnokságon a viharos idő következtében lezuhant, és két embert megsebesített, ezért az üvegtáblákat eltávolították. Az 1990-es Jóakarat játékokra a padlót felújították.
Az 1998–1999-es kosárlabdaszezon befejezését követően 1999 márciusa és 2000 között az épületet átalakították.
2013-ban a röplabdapálya padlóját PVC-burkolatra (Taraflex) cserélték.
A Seattle SuperSonics az 1970-es és 1980-as évek során több mérkőzést is játszott itt, mivel az általuk használt stadionokban (Climate Pledge Arena és Kingdome) a játékok idején más eseményeket rendeztek meg. 2019 óta az aréna a Women’s National Basketball Associationben játszó Seattle Storm otthona. Mivel a létesítményben hiányzik a WNBA-mérkőzések feltételéül szabott légkondicionálás, a játékok során azt hordozható eszközökkel oldják meg.

## Szponzorok
A 2000 novemberi újranyitáskor egy 9,1 millió dolláros szerződés értelmében a stadion tíz évre felvette a Bank of America nevét (az 1998-as eredeti megállapodást a Bank of America által felvásárolt Seafirts Bankkel kötötték). A szponzorációs szerződés lejártát követően a névjogokat a Husky Stadionhoz hasonlóan az Alaska Airlines vásárolta meg.

## Fordítás
- Ez a szócikk részben vagy egészben  a   Hec Edmundson Pavilion című angol Wikipédia-szócikk ezen változatának fordításán alapul.  Az eredeti cikk szerkesztőit annak laptörténete sorolja fel. Ez a jelzés csupán a megfogalmazás eredetét és a szerzői jogokat jelzi, nem szolgál a cikkben szereplő információk forrásmegjelöléseként.